# Princess Ali
Princess Ali je americký němý film z roku 1895. Režisérem je William Heise (1847–1910). Film byl natočen ve studiu Černá Marie pomocí Edisonova kinetoskopu a premiéru měl 9. května 1895. Film trvá 12 sekund a zobrazuje princeznu Ali, jak tančí v rytmu hudby.
Film probíhal ve spolupráci s cirkusem Barnum and Bailey's, který založil Phineas Taylor Barnum.

## Děj
Princezna Ali, herečka z cirkusu Barnum and Bailey, předvádí před kamerou tradiční egyptský tanec. V pozadí jsou tři hudebníci, kteří ji doprovázejí. První hraje na tamburínu, druhý na flétnu a třetí, který téměř není v záběru, tleská rukama. Princezna Ali, oblečená v tradičním severoafrickém kroji, tančí a v obou rukách drží šály. Po pomalém otočení si položí šály na ramena, podívá se směrem do kamery a začne vlnit boky v rytmu hudby. Následně vodorovně roztáhne ruce a znovu provede otočku.